# صلاح‌الدین قاسمی
صلاح‌الدین قاسمی (۱۸۸۷–۱۹۱۶) پزشک، ادیب، شاعر و کنشگر ملّی سوری بود.

## زندگی
«صلاح‌الدین بن محمدسعید» زاده و دانش‌آموختهٔ دمشق بود و از دانشکدهٔ پزشکی همان‌جا، فارغ‌التحصیل شد. به زبان‌های ترکی، فارسی و فرانسوی مسلط بود. ادبیات عربی زا نزد برادرش جمال‌الدین قاسمی فراگرفت. در گردآوری جمعیت جنبش عربی در سال ۱۹۰۶ در دمشق، همکاری کرد. در نوزده‌سالگی مأمور مخفی آن شد. در سال ۱۹۱۱ م از آنچه «خطر صهیونیستی» می‌دانست، نام برد و دربارهٔ مسائل روز ملی کشورش مقالاتی نگاشت. سپس در ۱۹۱۳ به مدینه کوچید و به پزشکی در آنجا مشغول شد تا اینکه همان‌جا درگذشت. در طائف دفن شد. مجموعه آثار او در کتاب «الدکتور صلاح الدین القاسمی؛ آثاره، صفحات من تاریخ النهضة العربیة فی أوائل القرن العشرین» گردآمد.